# Xanthorhoe candidata
Xanthorhoe candidata är en fjärilsart som beskrevs av Nitsche 1934. Xanthorhoe candidata ingår i släktet Xanthorhoe och familjen mätare. Inga underarter finns listade i Catalogue of Life.